# Tulnici
Tulnici là một xã thuộc hạt Vrancea, România. Dân số thời điểm năm 2002 là 5825 người.